# ピノキオ 新しい冒険
『ピノキオ 新しい冒険』（Pinocchio and the Emperor of the Night）は、1987年のアメリカ合衆国のアニメーション映画。1940年に公開されたディズニー映画『ピノキオ』の非公式な続編である。

## 概要
「トムとジェリー」の短編作品などを手掛けてきたフィルメーション・アソシエイツによる作品。
誰もが知るピノキオが人間になった後の冒険を描いている。
子供向けのアニメーション映画だが、ホラー表現も取り入れられている。
原題に記されている「Emperor of the Night」とは、本作の悪役である大魔王のことで、
作中では「暗黒大魔王」とも呼ばれている。

日本ではパック・イン・ビデオ（現　マーベラス）が日本語吹き替え版でビデオスルーしていた。
日本語版では、当時、ポニーキャニオン、バンダイからリリースしていたディズニー映画「ピノキオ」で、ピノキオ、ゼペット、ジミニ―クリケットを演じていた、後藤、内田、江原が本作でも同じ役、または同じポジションの役を演じている（マイッタナーがジミニーと同じポジションの役柄だったため、ジミニーを演じていた江原がそのまま起用された）

## ストーリー
女神の魔法により人間の子供にしてもらったピノキオは、生みの親である人形職人のゼペットと2人で平穏な日々を送っていた。だが夜明け前、蜂のグランブルビー大尉が眠っていた海沿いに古びた巨船が停泊し、船内からテントやら楽屋やらがひとりでに出てきてあっという間に大きなテント小屋が建つ。安眠を妨害されたことに文句を言いながらグランブルビーは、船内で主とその手下の2人が、この場所がカーニバルを開くには最適だと話しているのを耳にする。気味が悪いと感じて関わり合いになりたくなかったグランブルビーは、荷物をまとめてその場から飛び去っていく。
朝を迎え、ピノキオとゼペットが暮らす家では、ゼペットが人間になったピノキオの誕生日パーティのためにケーキを用意し、起きてきた彼に祝福の言葉をかける。喜ぶピノキオは女神にお礼がしたいと願ってろうそくの火を吹き消したとき、願い通り女神が現れ祝福されるとともに、人間になったと同時に自由を手にしたと教えられ、自由を大切にするようにと忠告を受ける。女神と別れたピノキオは、ゼペットが今朝町長に届ける予定の高価なオルゴールを見て、代わりに自分が届けたいと言いお使いを任される。自分で作り女神にも褒められたホタルの人形を持って出かけようとしたピノキオに、ゼペットは突然町に来たカーニバルのことを話し、いかがわしいため近寄らないよう注意する。しかし好奇心に駆られたピノキオは、カーニバルの方に引き寄せられそうになるが、そのとき女神に命を吹き込まれたホタルの人形から話しかけられる。ピノキオがホタルに名前を尋ねるが作った本人が名付けて欲しいといわれ、困って口にした「参ったな」を名前だと思ったホタルはそれを気に入りマイッタナーに決まる。マイッタナーから聞いてお使いのことを思い出したピノキオは、それでも少しだけ寄ってみたいとカーニバルの方へ向かう。
カーニバルの途中の道、たぬきのスキャラワグとサルのモンキッキの詐欺コンビが人々から金銭をだまし取っていたが、イカサマがばれて2匹はカーニバルへと逃げ込み、パフォーマンス用の大砲で飛び去り追っ手を巻く。飛んだ先にはピノキオがいて、彼が持つオルゴールを見つけた2匹が言葉巧みに嘘をつき、騙されたピノキオはマイッタナーの忠告も聞かずにオルゴールといくらにもならない偽物のルビーを交換してしまう。夜、ゼペットに怒られたピノキオは自分が出て行けば迷惑をかけずに済むと考え、家を出てカーニバルに行く。そこではカーニバル最終日の出し物として、人形使いのパペティーノが少女の人形トゥウィンクルの人形劇を行っていた。劇の終了後、パペティーノの口車に乗せられたピノキオは油断した隙に人形にされてしまう。その頃なんとか家から出たマイッタナーは、蜘蛛の巣に捕らわれていたグランブルビーを助け、彼にカーニバルの近くまで連れて行ってもらう。人形になってしまったピノキオをマイッタナーがどうにかして元に戻そうとしていると、女神が現れてピノキオ再び人間にする。女神はピノキオに、命は自分で大切にしなければならないと話し消える。ピノキオは自分の責任は自分で取るとマイッタナーに話し、オルゴールを取り戻しに行く。

## キャスト
※括弧内は日本語吹替
- ピノキオ - 原語版声優：スコット・グライムス（後藤真寿美）　主人公。元々はゼペットが作ったあやつり人形の少年で、人間になってからは、ゼペットの子供として平和な日々を送っている。
- ゼペット - トム・ボズリ（内田稔）　ピノキオを作った玩具屋の主人。ピノキオが人間になってからは、自分の子供としてかわいがっている。
- ジー・ウィリカーズ(マイッタナー) - ドン・ノッツ（江原正士）　ピノキオがゼペットの玩具づくりを覚えて作ったホタルの人形。女神から誕生日のプレゼントとして命を与えられる。名前を付けていなかったため、「かっこいい名前を付けてくれよ！」と言われ、困ったピノキオが言った言葉（参ったな）を名前と思い込み、気に入って付けた。ちなみに原語版では、「Gee Willikers(上記と同じ意味の言葉)」をピノキオに言われ、それを名前にしていた。
- グランブルビー大尉 - ジョナサン・ハリス（滝口順平）　序盤から登場する中年の雄の蜂で軍人。ピノキオの家の近くの木にできた蜘蛛の巣に引っ掛かり、蜘蛛に苛められていたところをマイッタナーの登場により難を逃れる。以降マイッタナーに振り回されながら、ピノキオ探しに協力する。呼び捨てにされると「グランブルビー大尉だ！」と言う。
- アイゴア（モンキッキ） - フランク・ウェルカー（茶風林）　スキャラワグの子分のサル。スキャラワグのパフォーマンスにおいて、整理と集金の係をしているが、実際にはその場に集まった客からお金を盗んでいた。　日本語版では「モンキッキ」を名前としている。
- スキャラワグ - エドワード・アズナー（峰恵研）　シャッフルカップのイカサマパフォーマンスを商売にしているアライグマ。モンキッキの親分。イカサマがバレ、客から逃げていた所でピノキオと会う。
- トゥウィンクル - ラナ・ビーソン（氷上恭子）　家出してきたピノキオが一目ぼれしたカーニバルが所有している少女のあやつり人形。パペティーノが言う商売文句は「世界一美しいあやつり人形」。意志を持たない人形のはずなのだが、「ピノキオ・・・・」と語りかけてくる。
- 大魔王 - ジェームズ・アール・ジョーンズ（銀河万丈）　本作の悪役。誘惑に負けた者の生気を糧にしている怪物。「暗黒大魔王」ともよばれる。
- パペティーノ - ウィリアム・ウィンダム（大塚明夫）　カーニバルの人形使いだが、実は大魔王の手下で、家出してきたピノキオに興味を持つと、魔法でピノキオを元のあやつり人形にしてしまう。
- ブルー・フェアリー（女神） - リッキー・リー・ジョーンズ（田中敦子）　ピノキオとマイッタナーに命を与えた妖精。日本語版では「女神」と訳されている。
- 蜂の町長 - フランク・ウェルカー（今西正男）　グランブルビーが生まれ育った虫の街の町長。
- ビーアトリス - リンダ・ゲイリー（英語版）（定岡小百合）　町長の側近

## スタッフ
- 監督：ハル・サザーランド（英語版）
- 脚本：ロビー・ロンドン、バリー・オブライエン（英語版）、デニス・オフラハティ
- 原作：カルロ・コッローディ 『ピノッキオの冒険』
- 製作：ルー・シェイマー（英語版）
- プロダクションデザイナー：レイ・アラゴン、レックス・バロン、トム・バード、ジェラルド・フォートン（フランス語版）、フランク・フレッツォ、テニー・ヘンソン、リック・マキフィル・オーティズ（英語版）、コニー・シューア、トム・シャノン、クリフ・ボールヒーズ、パトリシア・ウォン
- 編集：リック・ゲール、ジェフリー・C・パッチ
- 音楽：ブライアン・バンクス、アンソニー・マリネッリ（英語版）、バリー・マン、スティーヴ・タイレル

日本語版スタッフ
- 吹替翻訳：徐賀世子
- 吹替演出：加藤敏
- 吹替調整：阿部佳代子
- 吹替製作担当：関口未来子（東北新社）
- 吹替プロデューサー：山本正（パック・イン・ビデオ）